# Yulee
Yulee is een plaats (census-designated place) in de Amerikaanse staat Florida, en valt bestuurlijk gezien onder Nassau County.

## Demografie
Bij de volkstelling in 2000 werd het aantal inwoners vastgesteld op 8392.

## Geografie
Volgens het United States Census Bureau beslaat de plaats een oppervlakte van
59,6 km², waarvan 59,5 km² land en 0,1 km² water.  De plaats ligt aan de oevers van de St. Marys River die daar de grens vormt met de staat Georgia.

## Plaatsen in de nabije omgeving
De onderstaande figuur toont nabijgelegen plaatsen in een straal van 40 km rond Yulee.